# Saison 2016 de l'équipe cycliste IAM
La saison 2016 de l'équipe cycliste IAM est la quatrième de cette équipe.

## Préparation de la saison 2016

### Arrivées et départs
| Arrivées             | Équipe 2015                 |
| -------------------- | --------------------------- |
| Leigh Howard         | Orica-GreenEDGE             |
| Vegard Stake Laengen | Joker                       |
| Oliver Naesen        | Topsport Vlaanderen-Baloise |
| Oliver Zaugg         | Tinkoff-Saxo                |

| Départs               | Équipe 2016         |
| --------------------- | ------------------- |
| Sylvain Chavanel      | Direct Énergie      |
| Thomas Degand         | Wanty-Groupe Gobert |
| Jérôme Pineau         | retraite            |
| Sébastien Reichenbach | FDJ                 |
| Patrick Schelling     | Vorarlberg          |

## Coureurs et encadrement technique

### Effectif
| Cycliste             | Date de naissance | Nationalité | Équipe 2015                 |  |
| -------------------- | ----------------- | ----------- | --------------------------- |  |
| Marcel Aregger       | 26 août 1990      | Suisse      | IAM                         |  |
| Matthias Brändle     | 7 décembre 1989   | Autriche    | IAM                         |  |
| Clément Chevrier     | 29 juin 1992      | France      | IAM                         |  |
| Stef Clement         | 24 septembre 1982 | Pays-Bas    | IAM                         |  |
| Jérôme Coppel        | 6 août 1986       | France      | IAM                         |  |
| Stefan Denifl        | 20 septembre 1987 | Autriche    | IAM                         |  |
| Dries Devenyns       | 22 juillet 1983   | Belgique    | IAM                         |  |
| Martin Elmiger       | 23 septembre 1978 | Suisse      | IAM                         |  |
| Sondre Holst Enger   | 17 décembre 1993  | Norvège     | IAM                         |  |
| Mathias Frank        | 9 décembre 1986   | Suisse      | IAM                         |  |
| Jonathan Fumeaux     | 7 mars 1988       | Suisse      | IAM                         |  |
| Heinrich Haussler    | 25 février 1984   | Australie   | IAM                         |  |
| Reto Hollenstein     | 22 août 1985      | Suisse      | IAM                         |  |
| Leigh Howard         | 18 octobre 1989   | Australie   | Orica-GreenEDGE             |  |
| Roger Kluge          | 5 février 1986    | Allemagne   | IAM                         |  |
| Vegard Stake Laengen | 7 février 1989    | Norvège     | Joker                       |  |
| Pirmin Lang          | 25 novembre 1984  | Suisse      | IAM                         |  |
| Oliver Naesen        | 16 septembre 1990 | Belgique    | Topsport Vlaanderen-Baloise |  |
| Jarlinson Pantano    | 19 novembre 1988  | Colombie    | IAM                         |  |
| Simon Pellaud        | 6 novembre 1992   | Suisse      | IAM                         |  |
| Matteo Pelucchi      | 21 janvier 1989   | Italie      | IAM                         |  |
| Vicente Reynés       | 30 juillet 1981   | Espagne     | IAM                         |  |
| Aleksejs Saramotins  | 8 avril 1982      | Lettonie    | IAM                         |  |
| David Tanner         | 30 septembre 1984 | Australie   | IAM                         |  |
| Jonas Van Genechten  | 16 septembre 1986 | Belgique    | IAM                         |  |
| Lawrence Warbasse    | 28 juin 1990      | États-Unis  | IAM                         |  |
| Marcel Wyss          | 25 juin 1986      | Suisse      | IAM                         |  |
| Oliver Zaugg         | 9 mai 1981        | Suisse      | Tinkoff-Saxo                |  |

## Bilan de la saison

### Victoires
| Date       | Course                                     | Pays     | Classe | Vainqueur           |
| ---------- | ------------------------------------------ | -------- | ------ | ------------------- |
| 31/01/2016 | Grand Prix d'ouverture La Marseillaise     | France   | 1.1    | Dries Devenyns      |
| 07/02/2016 | 5e étape de l'Étoile de Bessèges           | France   | 2.1    | Jérôme Coppel       |
| 07/02/2016 | Classement général de l'Étoile de Bessèges | France   | 2.1    | Jérôme Coppel       |
| 14/02/2016 | Clásica de Almería                         | Espagne  | 1.1    | Leigh Howard        |
| 24/04/2016 | 6e étape du Tour de Croatie                | Croatie  | 2.1    | Sondre Holst Enger  |
| 25/05/2016 | 17e étape du Tour d'Italie                 | Italie   | WT     | Roger Kluge         |
| 27/05/2016 | 3e étape du Tour de Belgique               | Belgique | 2.HC   | Dries Devenyns      |
| 29/05/2016 | Classement général du Tour de Belgique     | Belgique | 2.HC   | Dries Devenyns      |
| 19/06/2016 | 8e étape du Tour de Suisse                 | Suisse   | WT     | Jarlinson Pantano   |
| 25/06/2016 | Championnat d'Autriche du contre-la-montre | Autriche | CN     | Matthias Brändle    |
| 26/06/2016 | Championnat de Suisse sur route            | Suisse   | CN     | Jonathan Fumeaux    |
| 26/06/2016 | Championnat d'Autriche sur route           | Autriche | CN     | Matthias Brändle    |
| 17/07/2016 | 15e étape du Tour de France                | France   | WT     | Jarlinson Pantano   |
| 27/07/2016 | 5e étape du Tour de Wallonie               | Belgique | 2.HC   | Dries Devenyns      |
| 27/07/2016 | Classement général du Tour de Wallonie     | Belgique | 2.HC   | Dries Devenyns      |
| 26/08/2016 | 7e étape du Tour d'Espagne                 | Espagne  | WT     | Jonas Van Genechten |
| 28/08/2016 | Bretagne Classic                           | France   | WT     | Olivier Naesen      |
| 31/08/2016 | 1re étape du Tour des Fjords               | Norvège  | 2.1    | Leigh Howard        |
| 07/09/2016 | 17e étape du Tour d'Espagne                | Espagne  | WT     | Mathias Frank       |

### Résultats sur les courses majeures
Les tableaux suivants représentent les résultats de l'équipe dans les principales courses du calendrier international (les cinq classiques majeures et les trois grands tours). Pour chaque épreuve est indiqué le meilleur coureur de l'équipe, son classement ainsi que les accessits glanés par IAM sur les courses de trois semaines.

#### Classiques
| Classique            | Milan-San Remo         | Tour des Flandres   | Paris-Roubaix          | Liège-Bastogne-Liège | Tour de Lombardie   |
| -------------------- | ---------------------- | ------------------- | ---------------------- | -------------------- | ------------------- |
| Coureur (classement) | Heinrich Haussler (7e) | Oliver Naesen (22e) | Heinrich Haussler (6e) | Stefan Denifl (41e)  | Stefan Denifl (59e) |

#### Grands tours
| Grand tour           | Tour d'Italie                    | Tour de France                         | Tour d'Espagne                                              |
| -------------------- | -------------------------------- | -------------------------------------- | ----------------------------------------------------------- |
| Coureur (classement) | Marcel Wyss (40e)                | Stef Clement (18e)                     | Marcel Wyss (21e)                                           |
| Accessits            | 1 victoire d'étape (Roger Kluge) | 1 victoire d'étape (Jarlinson Pantano) | 2 victoires d'étapes (Jonas Van Genechten et Mathias Frank) |